# Szorosad
Szorosad é um município da Hungria, situado no condado de Somogy. Tem 6,48 km² de área e sua população em 2019 foi estimada em 102 habitantes.